# MyAvon
myAvon – obecnie nieistniejący polski wirtualny operator telefonii komórkowej w Polsce.

## Informacje ogólne
myAvon jako operator wirtualny (MVNO), korzystał z infrastruktury PTK Centertel Sp. z o.o. operatora sieci Orange. 

## Historia
Oferta myAvon została zaprezentowana 22 maja 2007, na specjalnej konferencji prasowej. myAvon oficjalnie rozpoczął działalność 10 czerwca 2007. 21 czerwca 2010 roku sieć zakończyła działalność.

## Oferta
myAvon oferował usługi bez abonamentu (prepaid). Sieć sprzedaży  była oparta na konsultantkach, u których można kupić starter, telefon, oraz doładować konto. Jedynym telefonem, jaki można było otrzymać w sieci myAvon był Alcatel OT-C630.